# Janus Friis
Janus Friis (Copenaghen, 26 giugno 1976) è un imprenditore danese.

## Biografia
È conosciuto come cofondatore di KaZaA e Skype con Niklas Zennström.

Janus è anche cofondatore di Altnet, la prima rete sicura peer-to-peer su vasta scala del mondo, e di Bullguard.com, un pacchetto software per la sicurezza. Prima di scoprire la sua vena imprenditoriale, Janus ha iniziato la sua carriera come operatore help desk presso CyberCity, uno dei principali gestori di servizi Internet della Danimarca, quindi ha lavorato per get2net, un altro gestore di servizi Internet danese, ed ha aiutato Niklas a lanciare il portale Everyday.com.

Nel settembre 2005 Janus e il suo partner Niklas hanno venduto Skype a eBay per 2,6 miliardi di dollari.